# شهرستان آیداهو (آیداهو)
شهرستان آیداهو، آیداهو (به انگلیسی: Idaho County, Idaho) یک سکونتگاه مسکونی در ایالات متحده آمریکا است که در آیداهو واقع شده‌است.

## خصوصیات
شهرستان آیداهو ۲۲٬۰۲۲٫۷۹ کیلومترمربع مساحت دارد.

## نگارخانه

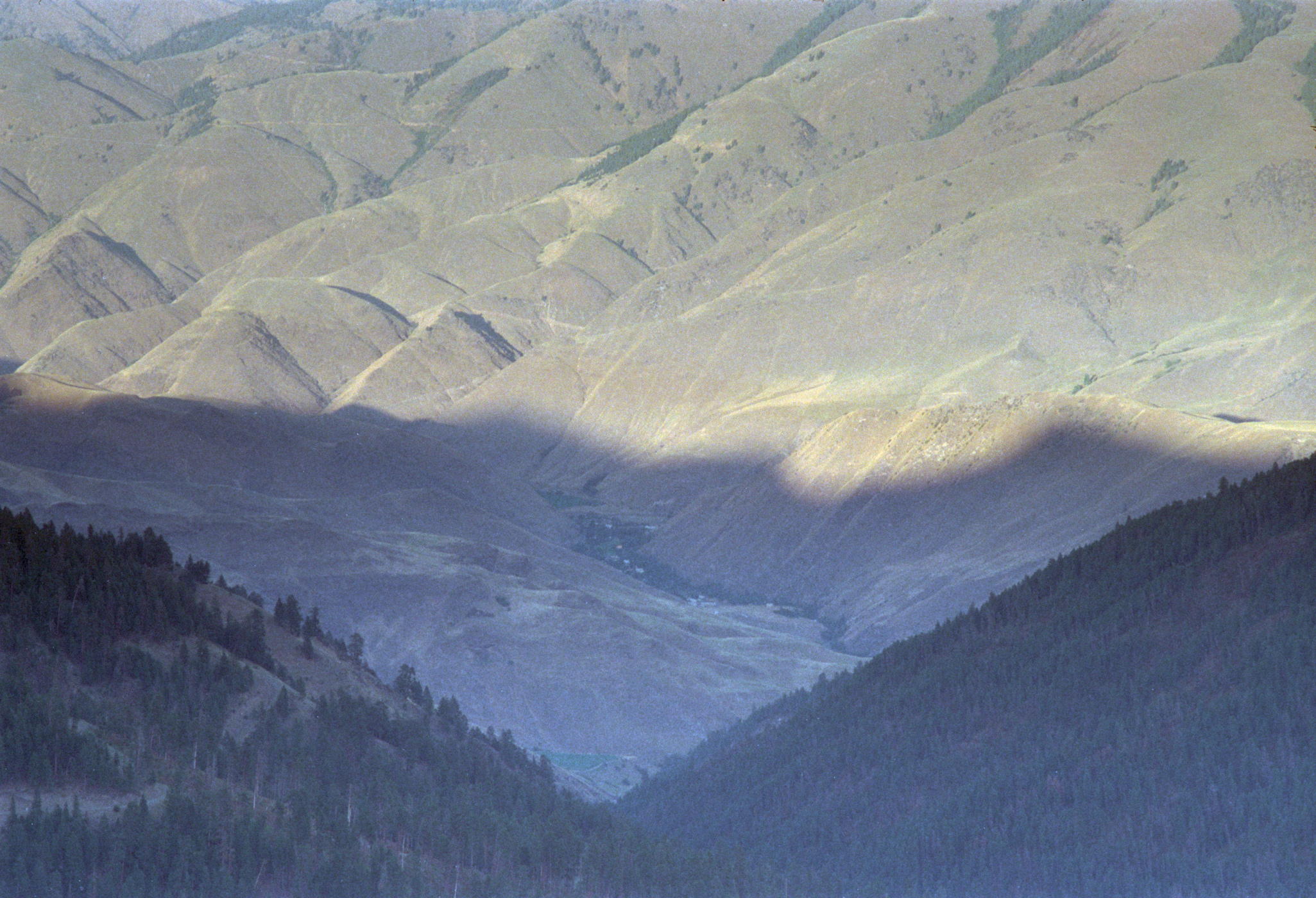